# كولين أستيل ترانسفيراز
كولين أستيل ترانسفيراز ((بالإنجليزية: Choline acetyltransferase)‏).اختصارا (ChAT)وزنه الجزيئي نحو 68000 وهو إنزيم يحفز الطور النهائي لتركيب الأستيل الكولين، بتميم الإنزيم آ.ولا بد لإتمام عملية تكون الأستيل كولين الحيوية من توافر الأكسجين والغلوكوز وشاردة الصوديوم.

## الوظيفة
أنزيم الكولين استيراز بإماهة جزيء الأستيل الكولين وتحويله إلى جزئيه الرئيسيين وهما : حمض الخل والكولين وذلك بتثبت جزيء الأستيل كولين على الأنزيم بثلاث نقاط . وينشط أنزيم الغوانيل سيكلاز والذي ينشط بدوره تحول GTP إلى cGMP الذي يقوم بإرخاء العضلات الملساء في الأوعية الدموية.

## الأنواع
يميز في إنزيمات الأستيل كولين استراز (الكولينستراز) نوعان:
- -إنزيمات الكولينستراز الحقيقية: وتصنع في النسيج العصبي والعضلات، وتتوضع بنسبة عالية في جميع المشابك العصبية الكولينية الفعل (المولدة لقدرة الكولين)، وفي مسافات الوصل العصبي والوصل العصبي العضلي، وفي البلازما والكريات الحمر. هذه الإنزيمات نوعية التأثير، تميه الأستيل كولين فقط بسرعة أقل من 0.001 من الثانية، ويمكن إيقاف فعلها بمضادات الكولينستراز.
- -إنزيمات الكولينستراز الكاذبة (بوتيريل كولينستراز): تصنع في الدم والمعثكلة (البنكرياس) والكبد، ثم تتوزع توزعا محدودا في النسيج العصبي المركزي والمحيطي. هذه الإنزيمات غير نوعية التأثير تميه الأستيل كولين واسترات أخرى للكولين. ويمكن التدخل دوائيا في إحدى المراحل السابقة (الاصطناع والخزن والتحرر والتخريب) وفق مايلي:

ـ الهيمي كوليوم (hemicholium)يمنع التقاط الكولين من قبل الخلية العصبية.
ـ الذيفان البوتيليني يمنع تحرر الأستيل كولين العفوي والمحرض.
ـ البروكائين يمنع تحرر الأستيل كولين من الحويصلات.
ـ مركبات الأمينو بيريدين تزيد من تحرر الأستيل كولين
ـ الثلاثي إتيل كولين (triethylcholine) يسلك سلوك طليعة عصبية كاذبة.
ـ مثبطات الكولينستراز تمنع إماهة الأستيل كولين، فتزيد من فعله وتطيل أمده. وهناك نوعان من مثبطات الكولينستراز تبعاً لبنيتها الكيمياوية ولثبات مركب «المثبط ـ الإنزيم» وهما:
ـ مثبطات الكولينستراز القابلة للعكس التي تكون مع إنزيم الكولينستراز مركبا سهل التفكك، وتستعمل لتسهيل النقل الكولينرجي في الوصل العصبي العضلي وفي الالتحامات الذاتية.
ـ مثبطات الكولينستراز غير القابلة للعكس أو القابلة للعودة ببطء، تكون مع إنزيم الكولينستراز مركباً ثابتاً يتفكك بصعوبة ويذكر منها المركبات الفوسفورية التي تستعمل مبيدات للحشرات.

الكولين
أستيل الكولين

## وصلات خارجية
- Choline+Acetyltransferase في المكتبة الوطنية الأمريكية للطب نظام فهرسة المواضيع الطبية (MeSH).